# Jimmy Skinner
James Frederick Skinner, conosciuto più semplicemente come Jimmy Skinner (Beckenham, 11 ottobre 1898 – Cranborne, settembre 1984) è stato un calciatore inglese, di ruolo centrocampista.

## Carriera
Nella stagione 1912-1913 gioca nella rappresentativa West Ham Schools and London Schools a livello giovanile; dopo la fine della prima guerra mondiale gioca con il Beckenham Town per una stagione per poi passare al Tottenham, con cui esordisce nel giorno del suo ventunesimo compleanno in una partita contro l'Orient; in questa stagione vince il campionato di seconda divisione, mentre l'anno seguente conquista la FA Cup ed il Charity Shield. Continua a giocare in prima divisione con gli Spurs fino al termine della stagione 1925-1926: nei primi anni viene impiegato in modo saltuario, ma col passare del tempo gioca sempre più regolarmente da titolare (nella stagione 1924-1925 disputa 34 partite di campionato).
Si ritira al termine della stagione 1925-1926, all'età di 28 anni, a causa di un problema fisico ad un ginocchio che all'epoca non poteva essere operato, con un totale di 88 presenze e 3 reti in partite di campionato (più 6 partite senza reti in FA Cup) con la maglia del Tottenham.

## Palmarès

### Club

#### Competizioni nazionali
- Coppa d'Inghilterra: 1

Tottenham: 1920-1921
- Community Shield: 1

Tottenham: 1921
- Campionato inglese di seconda divisione: 1

Tottenham: 1919-1920